# Éléonore de Viseu
Pour les articles homonymes, voir Éléonore de Portugal.
Éléonore de Viseu (en portugais : Leonor de Viseu) (Beja, 2 mai 1458 — Lisbonne, 17 novembre 1525), était la fille aînée de Ferdinand de Portugal et de Béatrice de Portugal, une infante puis reine consort de Portugal de 1481 à 1495 après son mariage avec son cousin Jean II de Portugal le 22 janvier 1470.
En 1495, elle fonde en Estrémadure, sur les terres d'Óbidos, le premier hôpital thermal connu, autour duquel se développera la ville de Caldas da Rainha.

## Descendance
De son mariage avec Jean II de Portugal, elle a deux enfants :
– Alphonse de Portugal (1475-1491) ;
– Jean de Portugal (1483).